# Stefanie Horn
Pour les articles homonymes, voir Horn.
Stefanie Horn, née le 9 janvier 1991 à Bottrop, est une kayakiste germano-italienne de slalom.
Elle évolue pour l'Allemagne de 2006 à 2012, puis pour l'Italie.

## Carrière
Elle remporte la médaille d'argent en K1 aux Championnats d'Europe de slalom 2013 et aux Championnats d'Europe de slalom 2017.
Elle termine huitième de la finale de K1 slalom aux Jeux olympiques de 2016.
Elle est aussi médaillée d'argent en C2 mixte aux Championnats du monde de slalom 2017.
Elle remporte la médaille d'or en K1 aux Championnats d'Europe de slalom 2022.
Elle est médaillée de bronze de slalom extrême aux Championnats d'Europe 2023 à Cracovie (dans le cadre des Jeux européens de 2023)

## Famille
Elle est la belle-sœur du kayakiste Giovanni De Gennaro.